# Список гербариев России
В России насчитывается 117 гербариев (в т.ч. шесть крымских), зарегистрированных в международной системе Index Herbariorum и получивших акроним — международный буквенный код, состоящий из 1—6 букв английского алфавита. Они представлены в первой таблице. Гербарий Дальневосточного НИИ лесного хозяйства (имел акроним CHAB) объемом около 2 500 образцов целиком передан в Гродековский музей, гербарий которого не зарегистрирован в Index Herbariorum .
Во второй таблице приведены российские гербарии, насчитывающие свыше 5 тысяч образцов и пока не зарегистрированные в указанной системе (65 гербариев). Кураторы этих гербариев могут зарегистрировать свой гербарий с получением акронима, заполнив анкету на портале Index Herbariorum , при выполнении следующих условий: гербарий должен насчитывать свыше 5 тысяч образцов, он должен являться собственностью учреждения (то есть не являться частной коллекцией), к гербарию возможен доступ специалистов-ботаников для проведения научных исследований. В последние годы кураторы «Индекса» регистрируют и более мелкие коллекции.
Исходя из размеров и научной деятельности того или иного гербария, за ними закрепляется право определенного количества голосов на Номенклатурной секции Международного ботанического конгресса. Цель заседаний Номенклатурной секции — внесение текущих изменений в Международный кодекс номенклатуры водорослей, грибов и растений. На Конгрессе в Шэньчжэне (июль 2017 г.) за российскими Гербариями закреплено 24 голоса из 926: LE — 7 голосов, MW — 3, MHA — 2, WIR — 2, LECB — 1, VLA — 1, TK — 1, NS — 1, NSK — 1, MAG — 1, SVER — 1, а также впервые получившие право голоса KPABG — 1, HGU — 1, CNR — 1. За два года до следующего Конгресса кураторы Гербариев могут ходатайствовать о дополнительных голосах или о включении своих коллекций в список голосующих.

## Зарегистрированы в Index Herbariorum
| Название | Местонахождение                                          | Акроним         | Объём фондов                                              | Сайт                                                                        |
| Ботанический институт им. В. Л. Комарова РАН | Санкт-Петербург                                          | LE              | 7 160 000                                                 |                                                                             |
| Московский государственный университет имени М. В. Ломоносова                                                                                           | Москва                                                   | MW              | 1 011 253                                                 | ,                                                                           |
| Главный ботанический сад им. Н. В. Цицина РАН | Москва                                                   | MHA             | 700 000 (доступно 644 337)                                |                                                                             |
| Санкт-Петербургский государственный университет | Санкт-Петербург                                          | LECB            | 700 000 (доступно 280 000)                                |                                                                             |
| Федеральный научный центр биоразнообразия наземной биоты Восточной Азии                                                                                 | Владивосток, Приморский край                             | VLA             | 500 000                                                   |                                                                             |
| Томский государственный университет | Томск                                                    | TK              | 500 000                                                   |                                                                             |
| Алтайский государственный университет | Барнаул, Алтайский край                                  | ALTB            | 400 000 (доступно 250 000)                                |                                                                             |
| Центральный сибирский ботанический сад СО РАН | Новосибирск                                              | NS              | 380 000                                                   |                                                                             |
| Всероссийский институт растениеводства им. Н. И. Вавилова                                                                                               | Санкт-Петербург                                          | WIR (incl. LEP) | 380 000 (доступно 179 000)                                |                                                                             |
| Южный федеральный университет | Ростов-на-Дону                                           | RV              | 350 000 (доступно 280 000)                                |                                                                             |
| Институт биологии Коми научного центра Уральского отделения РАН                                                                                         | Сыктывкар, Республика Коми                               | SYKO            | 295 600                                                   |                                                                             |
| Центральный сибирский ботанический сад СО РАН (Гербарий имени М. Г. Попова)                                                                             | Новосибирск                                              | NSK             | 249 146 (доступно 218 312)                                |                                                                             |
| Санкт-Петербургская государственная лесотехническая академия имени С. М. Кирова (Гербарий имени И. П. Бородина)                                         | Санкт-Петербург                                          | KFTA            | 200 000                                                   |                                                                             |
| Пензенский государственный педагогический университет им. В. Г. Белинского (Гербарий имени И. И. Спрыгина)                                              | Пенза                                                    | PKM             | 170 000                                                   |                                                                             |
| Дагестанский государственный университет | Махачкала, Республика Дагестан                           | LENUD           | 150 000                                                   |                                                                             |
| Полярно-альпийский ботанический сад-институт имени Н. А. Аврорина КНЦ РАН                                                                               | Кировск, Мурманская область                              | KPABG           | 142 000                                                   |                                                                             |
| Никитский ботанический сад | Никита (Большая Ялта), Крым                              | YALT            | 156 000 (доступно 140 000)                                |                                                                             |
| Санкт-Петербургский государственный университет (кафедра биогеографии и охраны природы)                                                                 | Санкт-Петербург                                          | SPSU            | 134 000                                                   |                                                                             |
| Иркутский государственный университет (Гербарий имени В. И. Смирнова)                                                                                   | Иркутск                                                  | IRKU            | 130 000                                                   |                                                                             |
| Ботанический сад-институт ДВО РАН | Владивосток, Приморский край                             | VBGI            | 130 000                                                   |                                                                             |
| Институт экологии растений и животных Уральского отделения РАН                                                                                          | Екатеринбург, Свердловская область                       | SVER            | 127 500                                                   |                                                                             |
| Институт биологических проблем Севера ДВО РАН | Магадан                                                  | MAG             | 126 000                                                   |                                                                             |
| Московский педагогический государственный университет                                                                                                   | Москва                                                   | MOSP            | 120 000                                                   |                                                                             |
| Институт биологии УНЦ РАН | Уфа, Республика Башкортостан                             | UFA             | 110 000                                                   |                                                                             |
| Тихоокеанский институт биоорганической химии им. Г.Б. Елякова ДВО РАН                                                                                   | Владивосток, Приморский край                             | VLV             | 107 000                                                   | http://piboc.dvo.ru/                                                        |
| ВНИИ лекарственных и ароматических растений | Москва                                                   | MOSM            | 100 550                                                   |                                                                             |
| Сибирский институт физиологии и биохимии растений СО РАН                                                                                                | Иркутск                                                  | IRK             | 100 000                                                   | (недоступная ссылка)                                                        |
| Казанский государственный университет | Казань                                                   | KAZ             | 100 000                                                   |                                                                             |
| Красноярский государственный педагогический университет (Гербарий имени Л. М. Черепнина)                                                                | Красноярск                                               | KRAS            | 100 000                                                   |                                                                             |
| Саратовский государственный университет имени Н. Г. Чернышевского                                                                                       | Саратов                                                  | SARAT           | 100 000                                                   | (недоступная ссылка)                                                        |
| Ярославский государственный педагогический университет имени К. Д. Ушинского                                                                            | Ярославль                                                | USPIY           | 100 000                                                   |                                                                             |
| Воронежский государственный университет | Воронеж                                                  | VOR             | 90 000; довоенные сборы (100 000) большей частью утрачены |                                                                             |
| Пермский государственный университет | Пермь                                                    | PERM            | 90 000                                                    |                                                                             |
| Московский государственный университет имени М. В. Ломоносова (географический факультет)                                                                | Москва                                                   | MWG             | 90 000                                                    |                                                                             |
| Институт биологических проблем криолитозоны СО РАН | Якутск, Республика Якутия                                | SASY            | 90 000                                                    |                                                                             |
| Академия биоресурсов и природопользования Крымского федерального университета имени В. И. Вернадского (бывший Крымский агротехнологический университет) | Симферополь, Крым                                        | CSAU            | 80 000                                                    |                                                                             |
| Сахалинский филиал Ботанического сада-института ДВО РАН                                                                                                 | Южно-Сахалинск, Сахалинская область                      | SAKH (SAK)      | 80 000 (доступно 25 000)                                  | ,                                                                           |
| Нижегородский государственный университет им. Н. И. Лобачевского                                                                                        | Нижний Новгород                                          | NNSU            | 103 000                                                   | Гербарий Нижегородского государственного университета им. Н.И. Лобачевского |
| Петрозаводский государственный университет | Петрозаводск, Республика Карелия                         | PZV             | 70 000                                                    |                                                                             |
| Удмуртский государственный университет | Ижевск, Удмуртская Республика                            | UDU             | 70 000                                                    |                                                                             |
| Институт биологии внутренних вод им. И. Д. Папанина РАН                                                                                                 | Борок, Ярославская область                               | IBIW            | 60 950                                                    |                                                                             |
| Южный федеральный университет (ботанический сад) | Ростов-на-Дону                                           | RWBG            | 60 000                                                    |                                                                             |
| Институт леса Карельского научного центра РАН | Петрозаводск, Республика Карелия                         | PTZ             | 55 000                                                    |                                                                             |
| Кубанский государственный аграрный университет | Краснодар                                                | KBAI            | 50 000; довоенные сборы (30 000) утрачены                 |                                                                             |
| Пятигорская государственная фармацевтическая академия                                                                                                   | Пятигорск, Ставропольский край                           | PGFA            | 50 000                                                    |                                                                             |
| Псковский государственный университет | Псков                                                    | PSK             | 50 000                                                    |                                                                             |
| Калининградский государственный университет | Калининград                                              | KLGU            | 47 000                                                    |                                                                             |
| Заповедник «Галичья Гора» | Донское, Липецкая область                                | VU              | 45 321                                                    |                                                                             |
| Омский государственный аграрный университет | Омск                                                     | OMSKM           | 45 000                                                    |                                                                             |
| Сибирский федеральный университет | Красноярск                                               | KRSU            | 45 000                                                    |                                                                             |
| Институт общей и экспериментальной биологии СО РАН | Улан-Удэ, Республика Бурятия                             | UUH             | 43 500 (доступно 24 500)                                  |                                                                             |
| Кабардино-Балкарский государственный университет им. Х. М. Бербекова                                                                                    | Нальчик, Республика Кабардино-Балкария                   | KBHG (AUBSN)    | 40 000                                                    |                                                                             |
| Сыктывкарский государственный университет | Сыктывкар, Республика Коми                               | SYKT            | 40 000                                                    |                                                                             |
| Кемеровский государственный университет | Кемерово                                                 | KEM             | 40 000                                                    |                                                                             |
| Кузбасский ботанический сад, Федеральный исследовательский центр угля и углехимии СО РАН                                                                | Кемерово                                                 | KUZ             | 40 000 (доступно 30 000)                                  |                                                                             |
| Институт проблем освоения Севера СО РАН | Тюмень                                                   | TMN             | 40 000 (по другим данным 20 000 (недоступная ссылка))     |                                                                             |
| Пермский государственный педагогический университет | Пермь                                                    | PPU             | 39 775                                                    |                                                                             |
| Таврическая академия Крымского федерального университета имени В. И. Вернадского                                                                        | Симферополь, Крым                                        | SIMF            | 39 000 (доступно 17 000)                                  |                                                                             |
| Мордовский государственный университет имени Н. П. Огарёва                                                                                              | Саранск, Республика Мордовия                             | GMU             | 31 000                                                    |                                                                             |
| Уральский федеральный университет имени Б. Н. Ельцина                                                                                                   | Екатеринбург, Свердловская область                       | UFU             | 30 000                                                    |                                                                             |
| Самарский государственный университет | Самара                                                   | SMR             | 30 000                                                    |                                                                             |
| Ивановский государственный университет | Иваново                                                  | IVGU            | 30 000                                                    |                                                                             |
| Орловский государственный университет | Орёл                                                     | OHHI            | 30 000                                                    |                                                                             |
| Институт экологии Волжского бассейна РАН | Тольятти, Самарская область                              | PVB             | 30 000                                                    |                                                                             |
| Общество изучения флоры Ярославской области имени И. Н. Гарина                                                                                          | Борок, Ярославская область                               | GARIN           | 25 781 (в т. ч. 8 312 образцов мохообразных)              |                                                                             |
| Институт морских биологических исследований имени А. О. Ковалевского РАН                                                                                | Севастополь                                              | SIBS            | 25 200                                                    |                                                                             |
| Кавказский заповедник | Майкоп, Республика Адыгея                                | CSR             | 25 000                                                    |                                                                             |
| Челябинский государственный университет | Челябинск                                                | CSUH            | 25 000                                                    |                                                                             |
| Минусинский региональный краеведческий музей им. Н. М. Мартьянова                                                                                       | Минусинск, Красноярский край                             | MIM             | 25 000                                                    |                                                                             |
| Ставропольский государственный университет (ботанический сад)                                                                                           | Ставрополь                                               | SBG             | 23 000                                                    |                                                                             |
| Марийский государственный университет | Йошкар-Ола, Республика Марий Эл                          | YOLA            | 21 000                                                    |                                                                             |
| Рязанский государственный университет | Рязань                                                   | RSU             | 21 000                                                    |                                                                             |
| Брянский государственный университет имени академика И. Г. Петровского                                                                                  | Брянск                                                   | BRSU            | 20 000                                                    |                                                                             |
| Российский государственный педагогический университет имени А. И. Герцена                                                                               | Санкт-Петербург                                          | HERZ            | 20 000                                                    |                                                                             |
| Челябинский государственный педагогический университет                                                                                                  | Челябинск                                                | CHPU            | 20 000                                                    |                                                                             |
| Институт водных и экологических проблем ДВО РАН | Хабаровск                                                | KHA             | 20 000 (доступно 3492)                                    |                                                                             |
| Институт леса им. В. Н. Сукачёва СО РАН | Красноярск                                               | KRF             | 20 000.                                                   |                                                                             |
| Белгородский государственный университет | Белгород                                                 | BSU             | 18 255                                                    |                                                                             |
| Адыгейский государственный университет | Майкоп, Республика Адыгея                                | MAY             | 18 000                                                    |                                                                             |
| Хакасский государственный университет имени Н. Ф. Катанова                                                                                              | Абакан                                                   | HGU             | 17 168                                                    |                                                                             |
| Ульяновский государственный педагогический университет                                                                                                  | Ульяновск                                                | UPSU            | 17 000                                                    |                                                                             |
| Горный ботанический сад Дагестанского научного центра РАН                                                                                               | Махачкала, Республика Дагестан                           | DAG             | 22 000                                                    |                                                                             |
| Ставропольский государственный краеведческий музей имени Г. Н. Прозрителева и Г. К. Праве                                                               | Ставрополь                                               | SMRS            | 15 100                                                    |                                                                             |
| Институт морской геологии и геофизики ДВО РАН | Южно-Сахалинск, Сахалинская область                      | NABG            | 15 000 (в т.ч. 3 000 образцов мохообразных)               |                                                                             |
| Воронежский государственный университет (факультет географии и геоэкологии)                                                                             | Воронеж                                                  | VORG            | 15 000                                                    |                                                                             |
| Пермский областной краеведческий музей | Пермь                                                    | POKM            | 13 532                                                    |                                                                             |
| Кандалакшский заповедник | Кандалакша, Мурманская область                           | KAND            | 13 000                                                    |                                                                             |
| Омский государственный педагогический университет | Омск                                                     | OMSK            | 11 200                                                    |                                                                             |
| Тверской государственный университет (ботанический сад)                                                                                                 | Тверь                                                    | TVBG            | 11 000                                                    |                                                                             |
| Институт степи Уральского отделения РАН | Оренбург                                                 | ORIS            | 10 000                                                    |                                                                             |
| Калужский государственный университет им. К. Э. Циолковского                                                                                            | Калуга                                                   | KLH             | 10 000                                                    |                                                                             |
| Ярославский государственный университет имени П. Г. Демидова                                                                                            | Ярославль                                                | YAR             | 10 000 (доступно 2500)                                    |                                                                             |
| Плёсский государственный историко-архитектурный и художественный музей-заповедник                                                                       | Плёс, Ивановская область                                 | PLES            | 9570                                                      |                                                                             |
| Воронежский заповедник | Графская, Воронежская область                            | VGZ             | 9000                                                      |                                                                             |
| Карадагский заповедник | Феодосия, Крым                                           | PHEO            | 8700                                                      |                                                                             |
| Жигулёвский заповедник | Жигулёвск, Самарская область                             | ZHR             | 8600                                                      | (недоступная ссылка),                                                       |
| Астраханский государственный университет | Астрахань                                                | AGU             | 8000                                                      |                                                                             |
| Поморский государственный университет | Архангельск                                              | AR              | 8000                                                      |                                                                             |
| Тихоокеанский институт географии ДВО РАН, Камчатский филиал                                                                                             | Петропавловск-Камчатский, Камчатский край                | KAM             | 7700                                                      |                                                                             |
| Курский государственный университет | Курск                                                    | KURS            | 7000                                                      |                                                                             |
| Крымский заповедник | Алушта, Крым                                             | CNR             | 7000                                                      |                                                                             |
| Хинганский заповедник | Архара, Амурская область                                 | ARKH            | 6920                                                      |                                                                             |
| Ингушский государственный университет | Магас, Республика Ингушетия                              | INGU            | 6300                                                      |                                                                             |
| Окский заповедник | Брыкин Бор, Рязанская область                            | OKA             | 6165                                                      |                                                                             |
| Заповедник «Кивач» | Кивач, Республика Карелия                                | KVCH            | 6000                                                      |                                                                             |
| Ставропольский государственный университет | Ставрополь                                               | SPI             | 6000                                                      |                                                                             |
| Тебердинский заповедник | Теберда, Республика Карачаево-Черкесия                   | TEB             | 6000                                                      |                                                                             |
| Заповедник «Белогорье» | Белгородская область                                     | BELZ            | 5350                                                      |                                                                             |
| Марийский государственный университет, онтогенетический гербарий                                                                                        | Йошкар-Ола, Республика Марий Эл                          | MARI            | 5330                                                      |                                                                             |
| Автономная некоммерческая благотворительная организация «Православная Обитель – Братство Милосердия Свято-Алексиевская пустынь»                         | с. Новалексеевка, Ярославская область                    | SVALP           | 5278                                                      | [ 8 ]                                                                       |
| Лапландский заповедник | Мончегорск, Мурманская область                           | LAPL            | 5009                                                      |                                                                             |
| Бурятский государственный университет | Улан-Удэ, Республика Бурятия                             | UUDE            | 5000                                                      |                                                                             |
| Саратовский государственный университет имени Н. Г. Чернышевского (ботанический сад)                                                                    | Саратов                                                  | SARBG           | 5000                                                      |                                                                             |
| Институт проблем промышленной экологии Севера КНЦ РАН                                                                                                   | Апатиты, Мурманская область                              | INEP            | 5000                                                      |                                                                             |
| Югорский государственный университет | Ханты-Мансийск, Ханты-Мансийский автономный округ — Югра | YSU             | 5000                                                      |                                                                             |
| Мордовский заповедник | Темников, Республика Мордовия                            | HMNR            | 4222                                                      |                                                                             |
| Воронежский государственный университет (ботанический сад имени Б. М. Козо-Полянского)                                                                  | Воронеж                                                  | VORB            | 3000; ранние сборы полностью сгорели в 2000 г.            |                                                                             |

## Не зарегистрированы в Index Herbariorum
| Название | Местонахождение                                     | Акроним | Объём фондов                                                        | Сайт                 |
| --- | --------------------------------------------------- | --- | ------------------------------------------------------------------- | -------------------- |
| Вологодский государственный университет                                                                                    | Вологда                                             | акроним отсутствует | 105 000 (доступно 80 000)                                           | [ 6 ]                |
| Центрально-Чернозёмный заповедник                                                                                          | Заповедный, Курская область                         | акроним отсутствует | 71 925                                                              |                      |
| Кировский областной краеведческий музей                                                                                    | Киров                                               | акроним отсутствует | 70 000                                                              |                      |
| Тюменский гербарий (гербарий И. В. Кузьмина, частный)                                                                      | Тюмень                                              | акроним отсутствует | 58 000                                                              |                      |
| Тюменский государственный университет                                                                                      | Тюмень                                              | акроним отсутствует | 50 000                                                              |                      |
| Дальневосточный федеральный университет (кафедра биоразнообразия и морских биоресурсов)                                    | Владивосток, Приморский край                        | акроним отсутствует | 40 443                                                              | (недоступная ссылка) |
| Российский государственный аграрный университет — МСХА им. К. А. Тимирязева                                                | Москва                                              | акроним отсутствует | 40 000                                                              |                      |
| Курганский государственный университет                                                                                     | Курган                                              | акроним отсутствует | 33 000 (доступно 25 000)                                            |                      |
| Благовещенский государственный педагогический университет                                                                  | Благовещенск, Амурская область                      | акроним отсутствует | 30 000                                                              |                      |
| Российский университет дружбы народов, Музей-гербарий им. В.Г. Хржановского                                                | Москва                                              | акроним отсутствует | 25 000                                                              |                      |
| Липецкий государственный педагогический университет имени П. П. Семенова-Тян-Шанского                                      | Липецк                                              | акроним отсутствует | 25 000                                                              |                      |
| Перкальский арборетум (Пятигорская эколого-ботаническая станция – филиал Ботанического института имени В. Л. Комарова РАН) | Пятигорск, Ставропольский край                      | акроним отсутствует | 25 000                                                              |                      |
| Северо-Восточный федеральный университет имени М. К. Аммосова, Гербарий имени А. А. Макарова                               | Якутск, Республика Якутия                           | акроним отсутствует | 25 000                                                              |                      |
| Волгоградский государственный университет                                                                                  | Волгоград                                           | акроним отсутствует | 20 000                                                              |                      |
| Вятский государственный гуманитарный университет                                                                           | Киров                                               | акроним отсутствует | 20 000                                                              |                      |
| Кяхтинский краеведческий музей имени академика В. А. Обручева                                                              | Кяхта, Республика Бурятия                           | акроним отсутствует | 17 000                                                              |                      |
| Уральский государственный педагогический университет                                                                       | Екатеринбург, Свердловская область                  | акроним отсутствует | 16 000                                                              |                      |
| Дальневосточный морской заповедник                                                                                         | Владивосток, Приморский край                        | акроним отсутствует | 15 000                                                              |                      |
| Кубанский государственный университет                                                                                      | Краснодар                                           | акроним отсутствует | 15 000                                                              |                      |
| Хопёрский заповедник | Варварино, Воронежская область                      | акроним отсутствует | 14 620                                                              |                      |
| Сургутский государственный университет                                                                                     | Сургут, Ханты-Мансийский автономный округ           | акроним отсутствует | 14 000                                                              |                      |
| Саяно-Шушенский заповедник                                                                                                 | Шушенское, Красноярский край                        | акроним отсутствует | 13 723                                                              |                      |
| Ивановский государственный историко-краеведческий музей имени Д. Г. Бурылина                                               | Иваново                                             | акроним отсутствует | 13 502                                                              | [ 6 ]                |
| Хабаровский краевой музей имени Н. И. Гродекова (Гродековский музей)                                                       | Хабаровск                                           | акроним отсутствует (но в фонды передана коллекция Дальневосточного НИИ лесного хозяйства из 2 500 образцов, имевшая акроним CHAB) | 13 000                                                              |                      |
| Северо-Осетинский заповедник                                                                                               | Алагир, Республика Северная Осетия — Алания         | акроним отсутствует | 13 000                                                              |                      |
| Иркутский государственный университет (ботанический сад)                                                                   | Иркутск                                             | акроним отсутствует | 12 000                                                              |                      |
| Южный федеральный университет (НИИ биологии)                                                                               | Ростов-на-Дону                                      | акроним отсутствует | 12 000                                                              |                      |
| Ботанический сад Нижегородского государственного университета им. Н. И. Лобачевского                                       | Нижний Новгород                                     | акроним отсутствует | 12 000                                                              |                      |
| Дальневосточный федеральный университет (ботанический музей)                                                               | Владивосток, Приморский край                        | акроним отсутствует | 11 500                                                              |                      |
| Приморский государственный объединённый музей имени В. К. Арсеньева                                                        | Владивосток, Приморский край                        | акроним отсутствует | 11 000                                                              |                      |
| Висимский заповедник | Кировград, Свердловская область                     | акроним отсутствует | 10 330                                                              |                      |
| Всероссийский НИИ кормов имени В. Р. Вильямса                                                                              | Лобня, Московская область                           | акроним отсутствует | 10 000                                                              |                      |
| Санкт-Петербургский государственный университет (кафедра геоботаники)                                                      | Санкт-Петербург                                     | акроним отсутствует | 10 000                                                              |                      |
| Забайкальский краевой краеведческий музей им. А. К. Кузнецова                                                              | Чита, Забайкальский край                            | акроним отсутствует | 10 000                                                              |                      |
| Ульяновский государственный университет (экологический факультет — лихенологический гербарий)                              | Ульяновск                                           | акроним отсутствует | 10 000                                                              |                      |
| Сочинский национальный парк                                                                                                | Сочи                                                | акроним отсутствует | 10 000 (доступно 6 200)                                             | [ 6 ]                |
| Тверской государственный университет (кафедра ботаники)                                                                    | Тверь                                               | акроним отсутствует | 8600                                                                |                      |
| Амурский филиал ботанического сада-института ДВО РАН                                                                       | Благовещенск, Амурская область                      | акроним отсутствует | 8500                                                                | [ 6 ]                |
| Олёкминский заповедник | Олёкминск, Республика Якутия                        | акроним отсутствует | 8200                                                                |                      |
| Тульский государственный педагогический университет имени Л. Н. Толстого                                                   | Тула                                                | акроним отсутствует | 8000                                                                |                      |
| Витимский заповедник | Бодайбо, Иркутская область                          | акроним отсутствует | 8000                                                                |                      |
| Заповедник «Малая Сосьва»                                                                                                  | Советский, Ханты-Мансийский автономный округ — Югра | акроним отсутствует | 7405                                                                |                      |
| Государственный биологический музей им. К. А. Тимирязева                                                                   | Москва                                              | акроним отсутствует | 7 113                                                               |                      |
| Тывинский государственный университет                                                                                      | Кызыл, Республика Тыва                              | акроним отсутствует | 7000                                                                |                      |
| Калмыцкий государственный университет                                                                                      | Элиста, Республика Калмыкия                         | акроним отсутствует | 7000                                                                |                      |
| Красноярский государственный аграрный университет                                                                          | Красноярск                                          | акроним отсутствует | 7000                                                                |                      |
| Ростовский государственный педагогический университет                                                                      | Ростов-на-Дону                                      | акроним отсутствует | 7000                                                                |                      |
| Национальный музей республики Башкортостан                                                                                 | Уфа, Республика Башкортостан                        | акроним отсутствует | 7000                                                                |                      |
| Дальневосточный государственный медицинский университет                                                                    | Владивосток, Приморский край                        | акроним отсутствует | 6 500 (в т.ч. 1 500 образцов научного гербария)                     |                      |
| Хакасский заповедник | Абакан, Республика Хакасия                          | акроним отсутствует | 6020                                                                |                      |
| Институт комплексного анализа региональных проблем ДВО РАН                                                                 | Биробиджан, Еврейская автономная область            | акроним отсутствует | 6000                                                                |                      |
| Курганский областной краеведческий музей                                                                                   | Курган                                              | акроним отсутствует | 6000                                                                |                      |
| Поволжская государственная социально-гуманитарная академия                                                                 | Самара                                              | акроним отсутствует | 6000                                                                | [ 6 ]                |
| Самарский областной историко-краеведческий музей имени П.В.Алабина                                                         | Самара                                              | акроним отсутствует | 5665                                                                | ,                    |
| Печоро-Илычский заповедник                                                                                                 | Якша, Республика Коми                               | акроним отсутствует | 5630                                                                |                      |
| Дарвинский заповедник | Борок, Вологодская область                          | акроним отсутствует | 5237                                                                |                      |
| Заповедник «Денежкин Камень»                                                                                               | Всеволодо-Благодатское, Свердловская область        | акроним отсутствует | 5000                                                                |                      |
| Омский государственный историко-краеведческий музей                                                                        | Омск                                                | акроним отсутствует | 5000                                                                |                      |
| Смоленский государственный музей-заповедник                                                                                | Смоленск                                            | акроним отсутствует | 5000                                                                |                      |
| Смоленский государственный университет                                                                                     | Смоленск                                            | акроним отсутствует | 5000                                                                |                      |
| Центрально-Лесной заповедник                                                                                               | Заповедный, Тверская область                        | акроним отсутствует | 5000                                                                |                      |
| Чувашский национальный музей                                                                                               | Чебоксары, Чувашская Республика                     | акроним отсутствует | 5000                                                                |                      |
| Горно-Алтайский государственный университет                                                                                | Горно-Алтайск, Республика Алтай                     | акроним отсутствует | 5000                                                                |                      |
| Северо-Осетинский государственный университет имени К. Л. Хетагурова                                                       | Владикавказ, Республика Северная Осетия — Алания    | акроним отсутствует | ?                                                                   |                      |
| Чеченский государственный университет                                                                                      | Грозный, Чеченская Республика                       | акроним отсутствует | ?; ранние сборы (50 000) полностью сгорели во время Чеченской войны |                      |